# Sperm (banda)
Sperm es una banda de grunge creada en Córdoba en 1997. Grabaron con el antiguo sello discográfico Loli Jackson Records.

## Historia
Entre 1995 y 1997, como grupo aún sin nombre, versionan canciones emblemáticas del noise, punk, trash y rock americanos, sin nombre definido. A partir de 1997, ya como Sperm, componen sus propios temas, influidos por conjuntos como Nirvana, Gang of Four o The Replacements.
Durante un concierto de Dover en Sevilla, enmarcado en la gira del disco Devil came to me, arrojan su maqueta a los pies de la guitarrista, Amparo Llanos, que la recogerá y se convertirá en fan y valedora del grupo, hasta el punto de convertirles en teloneros suyos durante varios conciertos, y ficharles para su propio sello, Loli Jackson Records.
Más adelante, en 1998, Sperm son seleccionados para la XIV Muestra Pop-Rockera de Córdoba, grabando un disco en directo con otros grupos de la ciudad. En 1999, dos canciones suyas se incluyen en el recopilatorio The power of Dolores, compartido con sus compañeros de sello, además de telonear a Offspring en Madrid, sonar en Radio 3 y Canal Sur Radio, y graban su primer álbum, Product me (que se publicará en 2000) con el productor Barrett Jones en Seattle, cuna del grunge.
Sperm participa en festivales como Festimad (2001) pero, pese a las excelentes críticas y numerosas expectativas puestas en ellos, no tienen suerte, y se separan. Actualmente, sólo Samuel Titos continúa con su actividad musical, como bajista del grupo Dover.

## Discografía
LP
- Product me (Seattle, Loli Jackson Records, 2000).
- Punk Rock (Loli Jackson Records, 2001)

Canciones en recopilatorios
- The power of Dolores (Madrid, Loli Jackson Records, 1999).